# Collège néerlandais

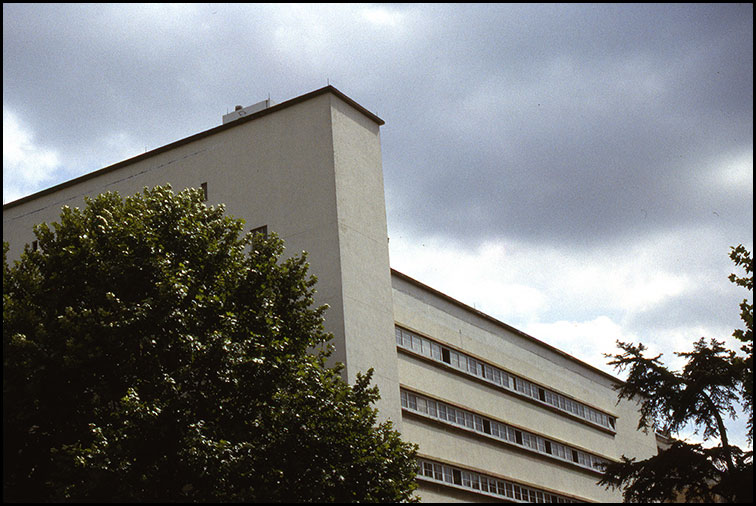
Collège néerlandais

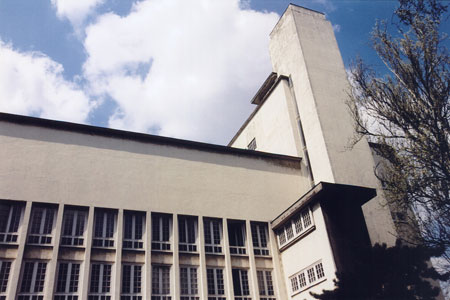
Collège néerlandais

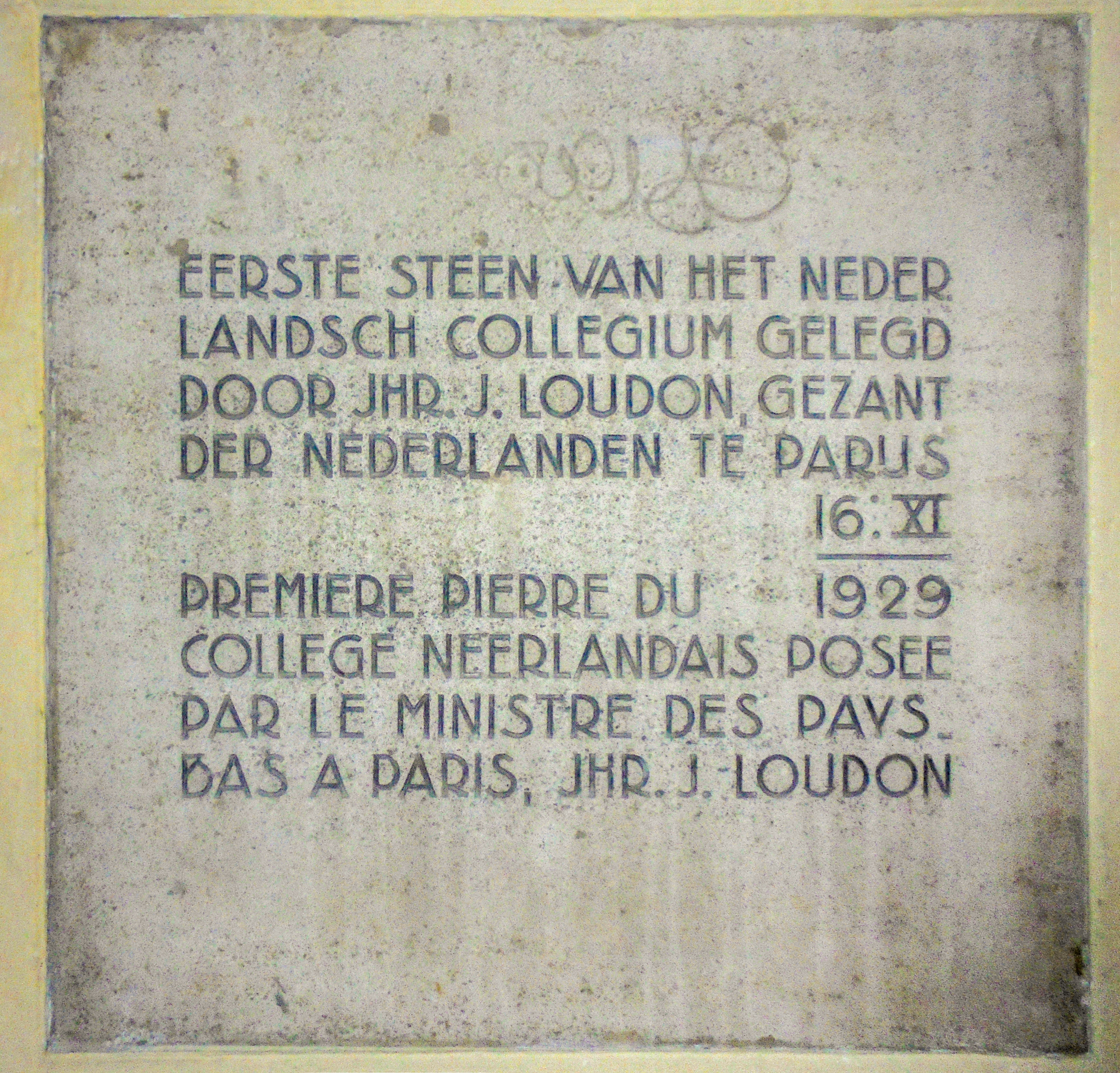
Eerste Steen

Het Collège néerlandais (Nederlands: 'Nederlands Collegium') is een van de 38 gebouwen van de Cité Universitaire in Parijs. Het is ontworpen door de Nederlandse architect Willem Dudok (1884-1974) en is het enige ontwerp van Dudok dat in Frankrijk is gerealiseerd. Sinds 2005 is het een monument.
Het gebouw ligt aan de westkant van het terrein. Het telt zeven etages en heeft een totale oppervlakte van 7975 m². Het bevat 134 kamers voor in totaal 168 studenten, algemene ruimten en een appartement voor de beheerder. Farah Diba was een van de studenten die hier enige tijd een kamer had.

## Geschiedenis
In 1926 werd op instigatie van John Loudon, ambassadeur te Parijs, een comité opgericht voor het realiseren van een Nederlands huis in de Cité universitaire de Paris. De Amerikaan van Nederlandse afkomst Abraham Preyer was de eerste geldschieter. Dudok begon in datzelfde jaar aan het project, vlak nadat zijn ontwerp voor het raadhuis van Hilversum was goedgekeurd.
Op 16 december 1929 werd de eerste steen gelegd door gezant Loudon, in het bijzijn van de Franse minister van openbaar onderwijs Pierre Marraud. Het gebouw werd op 2 december 1938 geopend in een ceremonie die werd geleid door prinses Juliana en prins Bernhard.

## Renovatie
Het gebouw heeft een volledige renovatie ondergaan die in 2016 is voltooid.